# Vasil Kirkov
Vasil Kirkov (Asenovgrad, 13 marzo 1999) è un tennista statunitense nato in Bulgaria.
Specialista del doppio, ha vinto diversi titoli nell'ATP Challenger Tour e ha raggiunto il 76º posto del ranking ATP nell'agosto 2025. Nelle prove del Grande Slam ha raggiunto il terzo turno agli US Open 2023, mentre ha disputato una semifinale nel circuito maggiore all'Open 13 Provence 2024 in coppia con Sebastian Korda. In singolare ha vinto due tornei ITF e dal 2022 ha giocato quasi esclusivamente in doppio.

## Carriera

### Tra gli juniores
Gioca nell'ITF Junior Circuit tra il 2012 e il 2017. Già allora dimostra di essere più competitivo in doppio vincendo quattro titoli, tra i quali il Grade A Campeonato Internacional Juvenil de Tenis de Porto Alegre e due tornei di Grade 1, mentre in singolare vince un solo titolo in singolare in un torneo di Grade 1. In doppio juniores disputa inoltre le finali all'Open di Francia 2017 e al Trofeo Bonfiglio 2017. Nel febbraio 2017 raggiunge il 13º posto nel ranking mondiale di categoria.

### 2015-2018, inizi tra i professionisti, esordio nel circuito maggiore e primo titolo ITF
Fa le prime apparizioni tra i professionisti in tornei ITF dal 2015 al 2017, anno in cui vince il doppio al Campionato nazionale USTA ragazzi su cemento, successo che gli vale una wild card con cui debutta nelle prove del Grande Slam main agli US Open 2017, dove gioca con Danny Thomas e vengono eliminati al primo turno. Nel 2018 inizia a giocare con continuità nei tornei ITF e ad aprile vince il primo titolo in doppio al torneo ITF USA F10. L'esordio in un torneo Challenger arriva nel luglio 2018 quando supera le qualificazioni al torneo di Binghamton in coppia con Alexander Ritschard e si spingono fino ai quarti di finale.

### 2019-2023, primi titoli Challenger
Continua a giocare in prevalenza nel circuito ITF, nel 2019 vince il secondo titolo ITF in doppio e a fine anno il primo in singolare. Gioca pochi tornei nel 2020 e nella prima parte del 2021, stagione in cui arrivano due titoli ITF in doppio e uno in singolare. Rimane quindi inattivo da dicembre 2021 a febbraio 2023. Quando rientra vince nel giro di pochi mesi quattro tornei ITF in doppio. A luglio vince il primo titolo Challenger in doppio a Santa Fe in coppia con Matías Soto e si ripete la settimana successiva conquistando il titolo anche a Salinas assieme al connazionale Alfredo Perez. Dopo la finale persa al Lexington Challenger, vince il suo primo incontro in uno Slam agli US Open in coppia con Denis Kudla e raggiungono poi il terzo turno. A novembre Kirkov porta il miglior ranking al 132º posto.

### 2024, prima semifinale ATP, tre titoli Challenger e 103º nel ranking
Riprende l'ascesa nei primi mesi del 2024, all'esordio stagionale vince il Tenerife Challenger in coppia con Luis David Martínez e il mese successivo raggiunge la sua prima semifinale nel circuito maggiore a Marsiglia in coppia con Sebastian Korda. Con la finale persa a Manama assieme a Patrik Niklas-Salminen sale alla 103ª posizione mondiale. Rientra a luglio, dopo quattro mesi e mezzo di inattività, e deve attendere fine stagione per tornare a buoni livelli di rendimento; a novembre disputa due finali Challenger in coppia con Bart Stevens, perdono la prima a Seul e vincono la seconda a Kobe.

### 2025, sei titoli Challenger e top 80
Nella prima parte del 2025 diventa uno dei doppisti più vincenti in stagione nel circuito Challenger. Dopo uno stentato inizio in cui perde la finale al Glasgow Challenger assieme a Marcus Willis, a marzo vince tre tornei consecutivi a Santiago del Cile, Asunción e Concepción in coppia con Matías Soto. A cavallo tra aprile e maggio gioca altre tre finali Challenger, questa volta in coppia con Bart Stevens; dopo le prime due perse al Gwangju Open e al Guangzhou International Challenger, Kirkov entra per la prima volta nella top 100. Con il successo al Wuxi Open e la semifinale al successivo Piemonte Open sale alla 90ª posizione. Continua a progredire in classifica vincendo il Challenger 100 della Heilbronner Neckarcup, ancora con Stevens, e con la finale raggiunta al Challenger 125 degli Internazionali Città di Perugia in coppia con Robin Haase. Sconfitto al primo turno con Stevens al suo esordio a Wimbledon, si riscattano vincendo a luglio il Challenger 125 del Braunschweig Open. Vengono poi sconfitti in finale all'Hagen Challenger e in semifinale al Sumter Open, risultati con cui Kirkov sale alla 76ª posizione mondiale

## Statistiche
Aggiornate al 18 agosto 2025.

### Tornei Challenger

#### Doppio

##### Vittorie (10)
| N.  | Data          | Torneo                                 | Superficie  | Compagno            | Avversari in finale                  | Punteggio           |
| 1.  | Luglio 2023   | AAT Challenger Santa Fe, Santa Fe      | Terra rossa | Matías Soto         | Ignacio Carou Ignacio Monzón         | 7-6(3), 6-2         |
| 2.  | Luglio 2023   | Challenger Salinas, Salinas            | Terra rossa | Alfredo Perez       | Ángel Díaz Jalil Álvaro Guillén Meza | 7-5, 7-5            |
| 3.  | Gennaio 2024  | Tenerife Challenger, Tenerife          | Cemento     | Luis David Martínez | Karol Drzewiecki Piotr Matuszewski   | 3-6, 6-4, [10-3]    |
| 4.  | Novembre 2024 | Kobe Challenger, Kōbe                  | Cemento (i) | Bart Stevens        | Kaichi Uchida Takeru Yuzuki          | 7-6(7), 7-5         |
| 5.  | Marzo 2025    | Santiago Challenger, Santiago del Cile | Terra rossa | Matías Soto         | Mateus Alves Luís Britto             | 6-4, 6-3            |
| 6.  | Marzo 2025    | Paraguay Open, Asunción                | Terra rossa | Matías Soto         | Mariano Kestelboim Guillermo Durán   | 6-3, 6-4            |
| 7.  | Marzo 2025    | Challenger Concepción, Concepción      | Terra rossa | Matías Soto         | Takeru Yuzuki Seita Watanabe         | 6-2, 6-4            |
| 8.  | Maggio 2025   | Wuxi Open, Wuxi                        | Cemento     | Bart Stevens        | Ray Ho Matthew Romios                | 3-6, 7-5, [10-6]    |
| 9.  | Giugno 2025   | Heilbronner Neckarcup, Heilbronn       | Terra rossa | Bart Stevens        | Jakob Schnaitter Mark Wallner        | 7-6(5), 4-6, [10-7] |
| 10. | Luglio 2025   | Braunschweig Open, Braunschweig        | Terra rossa | Bart Stevens        | Alexander Merino Christoph Negritu   | 6-2, 6-3            |